# Czesław Tesz
Czesław Tesz (ur. 23 stycznia 1934 w Tomaszowie Mazowieckim) – polski działacz samorządowy i partyjny, od 1973 naczelnik i prezydent Tomaszowa Mazowieckiego.

## Życiorys
Syn Józefa i Marianny. W 1961 wstąpił do Polskiej Zjednoczonej Partii Robotniczej. Od 1963 do 1970 pozostawał sekretarzem Komitetu Zakładowego PZPR w Tomaszowskich Zakładach Włókien Sztucznych „Wistom”. W 1973 objął stanowisko pierwszego naczelnika miasta Tomaszów Mazowiecki po reaktywacji stanowiska. Zostało ono przekształcone w funkcję prezydenta w czerwcu 1975. Zajmował je co najmniej do 1977.